# Auguste Victorin de Cramezel de Kerhué
Auguste Victorin de Cramezel de Kerhué, né le 4 juillet 1831 à Rennes et mort le 2 septembre 1918 à Mouilleron-en-Pareds, est un officier de cavalerie et général de division français, grand-croix de la Légion d'honneur.

## Biographie

### Famille
Il est le fils de Désiré Maurice Émile de Cramezel de Kerhué (1794-1853) et de Julie de Courson de Kernescop (1804-1882).

### Carrière militaire
Élève de Saint-Cyr en 1849, il en sort en 1851 dans la cavalerie.
Lieutenant de hussards en 1854, il se distingue durant la guerre de Crimée à la bataille du Pont Tracktir en août 1855 et à l'assaut de Malakoff en septembre au côté du général Bourbaki, dont il est l'officier d'ordonnance. Il est fait chevalier de la Légion d'honneur le 26 mai 1856 en récompense de sa conduite.
Il est capitaine en 1860, chef d'escadron en 1864 et lieutenant-colonel en 1869. Promu colonel au 3e régiment de hussards le 30 novembre 1870, il se bat avec le  19e corps d'armée au sein de l'armée de la Loire durant la guerre de 1870. Il est promu officier de la Légion d'honneur le 11 mars 1871.
Général de brigade en septembre 1875, il commande la cavalerie du 11e corps d'armée à Nantes. En 1879, il est le chef de la mission militaire française envoyée pour assister aux grandes manœuvres de l'armée allemande.
Promu général de division en 1881, il est inspecteur général de cavalerie puis commande la 6e division d'infanterie à Paris de 1888 à 1889 et le 8e corps d'armée à Bourges de 1889 à 1893. 
Il est élevé à la dignité de grand-croix de la Légion d'honneur le 29 décembre 1896.

## Décorations
- Grand-croix de la Légion d'honneur (29 décembre 1896)
  - Grand officier le 29 décembre  1891
  - Commandeur le 29 décembre 1887
  - Officier le 11 mars 1871
  - Chevalier le 26 mai 1856

### Sources contemporaines
- Théophile de Lamathière, Panthéon de la Légion d'honneur, t.5, E. Dentu, 1875-1911, pp. 165-167. Lire en ligne
- Gustave Vapereau, Dictionnaire universel des contemporains, Volumes 1-2, Hachette, 1893, p. 390. Lire en ligne.

### Sources modernes
- Michel Wattel et Béatrice Wattel (préf. André Damien), « de Cramezel de Kerhué, Auguste Victorin » in  Les Grand’Croix de la Légion d’honneur : De 1805 à nos jours, titulaires français et étrangers, Paris, Archives et Culture, 2009, 701 p. (ISBN 978-2-35077-135-9).